# Atletica leggera ai Giochi della XXV Olimpiade - Lancio del disco femminile

Video della Finale (il lancio vincente della Martén)

Il lancio del disco ha fatto parte del programma femminile di atletica leggera ai Giochi della XXV Olimpiade. La competizione si è svolta nei giorni 2 e 3 agosto 1992 allo Stadio del Montjuic di Barcellona.

## Presenze ed assenze delle campionesse in carica
| Competizione         | Atleta              | Prestazione | Barcellona 1992 |
| -------------------- | ------------------- | ----------- | --------------- |
| Olimpiadi 1988       | Martina Hellmann    | 72,30 m     | Presente        |
| Goodwill Games 1990  | Ilke Wyludda        | 68,08 m     | Presente        |
| Europei 1990         | Ilke Wyludda        | 68,46 m     | Presente        |
| Asiatici 1990        | Hou Xuemei          | 63,56 m     | Non selez.      |
| Panamericani 1991    | Bárbara Hechevarría | 63,50 m     | Presente        |
| Mondiali 1991        | Cvetanka Hristova   | 71,02 m     | Presente        |
|                      |                     |             |                 |
| Mondiali junior 1988 | Ilke Wyludda        | 68,24 m     | Presente        |

1. ↑  Ai Giochi partecipa la Germania unita.
2. ↑  Ai Giochi partecipa la Germania unita.

## La gara
Qualificazioni: dieci atlete ottengono la misura richiesta. Ad esse vanno aggiunti i 2 migliori lanci, fino a 60,88 m. Il miglior lancio è di Larisa Korotkevič con 67,92. Sorprende l'eliminazione della campionessa in carica, la tedesca Hellmann (60,52).

Finale: la russa è però la grande delusa della gara, poiché non va oltre 65,52 e rimane fuori dal podio. Altra sorpresa in negativo è la tedesca Wyludda: per lei solo 62,16.

Parte bene invece la cubana Maritza Martén con 65,66, che ingaggia un appassionante duello con Cvetanka Hristova. La bulgara passa in testa con 67,78, ma al quinto tentativo la cubana replica con 70,06. All'ultimo lancio la Hristova fa nullo: l'oro va alla Martén.

La primatista mondiale, Larisa Korotkevič, giunge quarta con 65,52. Più indietro, al nono posto, si classifica la campionessa europea, Ilke Wyludda, con 62,16.

## Risultati

### Qualificazioni
Si qualificano per la finale le concorrenti che ottengono una misura di almeno 62,00 m; in mancanza di 12 qualificate, accedono alla finale le concorrenti con le 12 migliori misure.

### Finale
Stadio del Montjuic, lunedì 3 agosto.

Le migliori 8 classificate dopo i primi tre lanci accedono ai tre lanci di finale.
| Pos     | Atleta                    | Paese             | 1ª prova | 2ª prova | 3ª prova | 4ª prova | 5ª prova | 6ª prova | Misura | Note |
| ------- | ------------------------- | ----------------- | -------- | -------- | -------- | -------- | -------- | -------- | ------ | ---- |
| Oro     | Maritza Martén            | Cuba              | 65,66    | x        | x        | 66,90    | 70,06    | 66,36    | 70,06  |      |
| Argento | Cvetanka Hristova         | Bulgaria          | 65,14    | 67,78    | 65,32    | x        | x        | x        | 67,78  |      |
| Bronzo  | Daniela Costian           | Australia         | 64,40    | 64,08    | 64,24    | 64,92    | 66,24    | 65,94    | 66,24  |      |
| 4       | Larisa Korotkevič         | Squadra Unificata | 60,94    | x        | 65,52    | x        | 64,30    | x        | 65,52  |      |
| 5       | Ol'ga Burova-Černjavskaja | Squadra Unificata | 64,02    | x        | 62,80    | 61,84    | x        | 63,32    | 64,02  |      |
| 6       | Hilda Ramos               | Cuba              | 62,16    | x        | 62,72    | 59,28    | x        | 63,80    | 63,80  |      |
| 7       | Iryna Jatčanka            | Squadra Unificata | 60,76    | 62,40    | 63,74    | x        | x        | x        | 63,74  |      |
| 8       | Stefania Simova           | Bulgaria          | x        | 63,42    | 63,08    | 60,20    | 62,38    | 60,98    | 63,42  |      |
| 9       | Ilke Wyludda              | Germania          | 62,16    | 61,04    | x        |          |          |          | 62,16  |      |
| 10      | Agnese Maffeis            | Italia            | 61,22    | 60,80    | x        |          |          |          | 61,22  |      |
| 11      | Min Chunfeng              | Cina              | 59,06    | 60,82    | x        |          |          |          | 60,82  |      |
| 12      | Franka Dietzsch           | Germania          | 60,24    | x        | x        |          |          |          | 60,24  |      |